# Луиз Коле
Луиз Коле (на френски: Louise Colet) е френска поетеса.

## Биография
Родена е на 15 август 1810 година в Екс ан Прованс. През 1830 година се омъжва за музиканта Иполит-Ремон Коле и заминава за Париж, където започва да публикува стихове и придобива широка известност. Поддържа дълго време популярен литературен салон и има любовни връзки с редица известни личности – философа Виктор Кузен, писателите Гюстав Флобер, Алфред дьо Вини, Алфред дьо Мюсе, политика Абел-Франсоа Вилмен.
Луиз Коле умира на 8 март 1876 година в Париж.

## Най-значими творби
- Fleurs du midi, 1836.
- Penserosa, 1839.
- Le musée de Versailles,1839 (Prix de l'Académie française)
- La Jeunesse de Goethe, 1839.
- Les Funérailles de Napoléon, 1840.
- La Jeunesse de Mirabeau, 1841.
- Les Cœurs brisés, 1843.
- Le Monument de Molière, 1843 (prix de l'Académie Française)
- Enfances célèbres, Paris, Hachette, 1856.
- La Colonie de Mettray, 1852 (prix de l'Académie Française)
- L’Acropole d’Athènes, 1854 (prix de l'Académie Française)
- Une histoire de soldat, 1856.
- Un drame dans la rue de Rivoli, 1857.
- Lui, 1858.
- L'Italie des Italiens, 4 тома, 1862.
- Les Derniers Marquis suivi de Deux mois aux Pyrénées, 1866.

### Преводи
- Tommaso Campanella, Œuvres choisies (избрани стихотворения и Градът на Слънцето), 1844.